# Töreboda keramik
Töreboda keramik var en keramikfabrik i Töreboda, verksam från 1933 till 1990.
Töreboda keramik startade 1933 som en avdelning inom en kakelfabrik, som övertagit tillverkning och dekorering av blomkrukor från en tidigare fabrik i Töreboda (Töreboda Blomkrukor, Johansson & Bohman lervarufabrik). Senare upptogs även produktion av hushålls- och prydnadsgods i såväl ler- som stengods. För att komma igång med tillverkningen anlitades keramikingenjören Christer Heijl som stannade till 1948 då han startade egen tillverkning i Mariestad. Man anställde även drejaren Sven Östling som tidigare arbetat vid Uppsala-Ekeby. Fram till mitten av 1950-talet ägdes fabriken av Birger Johansson med sonen Matz Birgersson. Matz Birgersson fortsatte ensam fram till 1972, då de anställda själva tog över tillverkningen. Fabriken upphörde 1990.